# Friedrich Tornau
Friedrich Karl August Tornau (* 11. Januar 1877 in Berlin; † 14. November 1914 in Breslau) war ein deutscher Geologe.
Nach dem Abitur am Königstädtischen Realgymnasium in Berlin 1896 schlug er die Bergbau-Laufbahn ein und wurde Bergbaubeflissener in Clausthal. Anschließend studierte er an der Bergakademie in Berlin und legte 1901 die Referendarprüfung ab. 1901 wurde er Hilfsgeologe bei der Preußischen Geologischen Landesanstalt (PGLA) und 1902 wurde er an der Universität Gießen promoviert (Der Flößberg bei Zabrze. Ein Beitrag zur Stratigraphie und Tektonik des oberschlesischen Steinkohlebeckens). 1910 wurde er Bezirksgeologe.
Bei der PGLA war er zunächst im oberschlesischen Steinkohlerevier eingesetzt worden und beteiligte sich 1901, 1902 und 1905 an der Aufnahme der geologischen Karte von Tarnowitz (die Region war auch Thema seiner Dissertation). 1902 war er auch an der Kartierung der Moore um Lingen im Emsland beteiligt und 1906 an der der Niederungsgebiete um Breslau. Ab 1907 war er in Ostpreußen (Samland, wo er neben pleistozänen eiszeitlich geprägten auch ältere tertiäre Schichten aufnahm, und die Gegend südlich Pregel). Im Ersten Weltkrieg war er als Offizier (Oberleutnant) an der Front und wurde in Kämpfen um Warschau im November 1914 so schwer verwundet, dass er bald darauf im Hospital in Breslau starb. Er erhielt das Eiserne Kreuz.
Er war zweimal in Deutsch-Ostafrika, einmal von Ende 1902 bis Juni 1905 als Nachfolger von Willi Koert (1875–1927), wobei er vor allem mit Koert erfolgreich Trinkwasservorkommen nahe Daressalam und an der Karawanenstraße von Kilwa nach Songea erkundete, aber auch Gold- und Mineralvorkommen, und ein zweites Mal von November 1910 bis Juni 1911. Dabei sollte er die Geologie für die geplante Verlängerung der Deutsch-Ostafrikanischen Zentralbahn bis zum Tanganjikasee erkunden. Darüber erschien auch eine Veröffentlichung, er konnte die Arbeiten aber nicht mehr abschließen.
1898 wurde er zum Mitglied der Deutschen Geologischen  Gesellschaft gewählt. 1910 nahm er am Internationalen Geologenkongress in Stockholm teil.
1908 heiratete er Charlotte Fiebelkorn, mit der er einen Sohn hatte.

## Schriften
- mit W. Koert: Zur Geologie und Hydrologie von Daressalam und Tanga (Deutsch-Ostafrika), Abh. Preuß. Geolog. Landesanstalt, Heft 63, 1910
- Die geologischen und hydrologischen Verhältnisse an der Karawanenstraße Kilwa-Songea, Berichte über Land- und Forstwirtschaft in Deutsch-Ostafrika, II, 1906, S. 128
- Die Goldvorkommen Deutsch-Ostafrikas, insbesondere Beschreibung der neu entdeckten Goldgänge in der Umgebung von Ikoma, Berichte über Land- und Forstwirtschaft in Deutsch-Ostafrika, 1906
- Zur Geologie des mittleren und westlichen Teils von Deutsch-Ostafrika, Beiträge zur geologischen Erforschung der deutschen Schutzgebiete, Hrsg. Kgl. Geol. Landesanstalt, Heft 6, 1913
- Die nutzbaren Mineralvorkommen, insbesondere die Goldlagerstätten in Deutsch-Ostafrikas, Monatsberichte der Deutschen Geologischen Gesellschaft, 1907, Nr. 3, S. 60–75